# از کناره‌های گل‌آلود ویشکا
از کناره‌های گل‌آلود ویشکا (به انگلیسی: From the Muddy Banks of the Wishkah) نام یک آلبوم لایو از گروه گرانج آمریکایی نیروانا است. این آلبوم که در ۱ اکتبر ۱۹۹۶ منتشر شد دربرگیرندهٔ قطعاتی ضبط شده در کنسرت‌های نیروانا، مابین سال‌های ۱۹۸۹ تا ۱۹۹۴ است. بر خلاف آلبوم پیشین لایو گروه (آنپلاگد نیروانا)، قطعات از کناره‌های گل‌آلود ویشکا دارای تنظیم‌های سنگین و تمپوی بالا هستند. آلبوم از آرآی‌ای‌ای گواهینامه‌ی پلاتینیوم دریافت کرد و فقط در آمریکا بیش از ۱/۱ میلیون نسخه فروش کرد.
با وجود این‌که بعضی از شناخته‌شده‌ترین ترانه‌های نیروانا مانند «دربارهٔ یک دختر»، «همان‌طور که هستی بیا» و «سراسر عذرخواهی» در این مجموعه گنجانده نشده‌اند، اما آلبوم نزدیک‌ترین چیزی که در واقعیت در اجراهای زندهٔ نیروانا وجود داشت را به شنونده ارائه می‌کند.
از کناره‌های گل‌آلود ویشکا دومین آلبوم گروه نیروانا است که پس از مرگ رهبر گروه، کرت کوبین منتشر شد. قطعات آلبوم عمدتاً توسط باسیست نیروانا کریست ناواسلیک گردآوری شدند. او نویسندهٔ متن توضیح داخل جلد آلبوم هم هست. ناواسلیک و دیو گرول ابتدا قصد داشتند این قطعات را در سال ۱۹۹۴، به همراه آلبوم آنپلاگد گروه، در یک مجموعهٔ ۲ دیسکه و با نام Verse Chorus Verse عرضه کنند اما تالم روحی که پس از مرگ کوبین بر ایشان مستولی شده بود مانع از آن شد که در آن زمان کوتاه این کار را انجام دهند. از کناره‌های گل‌آلود ویشکا در زمان انتشارش در رتبهٔ نخست بیلبورد ۲۰۰ جای گرفت. نام آلبوم برگرفته از نام رود ویشکا در اَبردین واشنگتن است که کوبین قبلاً گفته بود زمانی که از مدرسه اخراج شده بود مدتی زیر پُلی در کنار آن رودخانه روزگار می‌گذرانده‌است. چارلز آر. کراس نویسندهٔ کتاب سنگین‌تر از بهشت این موضوع را یک شایعهٔ غیرواقعی دانسته و دیوید فرایک ویراستار ارشد رولینگ استون نیز با این ادعا که «هر آن‌چه کوبین می‌نوشته فقط راجع به خودش نبوده» درستی این ماجرا را زیر سؤال برده‌است. از کناره‌های گل‌آلود ویشکا به اندازهٔ آلبوم آنپلاگد نیروانا-که ۸۱ هفته در جدول‌های فروش آمریکا حضور داشت- موفق نبود و پس از ۲۵ هفته نام‌اش از جدول‌های پرفروش‌ترین آلبوم‌های روز، بیرون رفت. این آلبوم در زمان انتشارش در بریتانیا تا رتبهٔ ۴اُم جدول پرفروش‌ترین آلبوم‌ها صعود کرد و به‌مدت ۶ هفتهٔ متوالی (اکتبر و نوامبر ۱۹۹۶) در آن جدول حضور داشت. از کناره‌های گل‌آلود ویشکا با دریافت گواهی پلاتینیوم از آرآی‌اِی‌اِی، تبدیل به ۶اُمین آلبوم پلاتینیوم نیروانا از سال ۱۹۹۱ به این سو شد.

## لیست ترانه‌ها
| شماره | نام آهنگ                | معنی نام                | تاریخ و محل اجرا                                          | مدت  |
| ----- | ----------------------- | ----------------------- | --------------------------------------------------------- | ---- |
| ۱     | Intro‏                   | «اینترو»                | ۳ دسامبر ۱۹۸۹ لاندن آستریا، لندن، پادشاهی متحد            | ۰:۵۲ |
| ۲     | School                  | «مدرسه»                 | ۲۵ نوامبر ۱۹۹۱ پارادیزو، آمستردام، هلند                   | ۲:۴۰ |
| ۳     | Drain You               | «تخلیه شدنت»            | ۲۸ دسامبر ۱۹۹۱ دل مار فیرگراوندز، دل مار، کالیفرنیا       | ۳:۳۴ |
| ۴     | Aneurysm                | «آنیوریسم»              | ۲۸ دسامبر ۱۹۹۱ دل مار فیرگراوندز، دل مار، کالیفرنیا       | ۴:۳۱ |
| ۵     | Smells Like Teen Spirit | «بوی روح نوجوانی می‌دهد» | ۲۸ دسامبر ۱۹۹۱ دل مار فیرگراوندز، دل مار، کالیفرنیا       | ۴:۴۷ |
| ۶     | Been a Son              | «پسر بوده»              | ۲۵ نوامبر ۱۹۹۱ پارادیزو، آمستردام، هلند                   | ۲:۰۷ |
| ۷     | Lithium                 | «لیتیم»                 | ۲۵ نوامبر ۱۹۹۱ پارادیزو، آمستردام، هلند                   | ۴:۱۰ |
| ۸     | Sliver                  | «قاچ»                   | ۱۰ نوامبر ۱۹۹۳ MassMutual Center‎، اسپرینگفیلد، ماساچوست   | ۱:۵۵ |
| ۹     | Spank Thru              |                         | ۱۹ نوامبر ۱۹۹۱ کستل تیتر، رم، ایتالیا                     | ۳:۱۰ |
| ۱۰    | Scentless Apprentice    | شاگرد بی‌خاصیت           | ۱۳ دسامبر ۱۹۹۳ سیاتل، واشینگتن، واشنگتن                   | ۳:۳۱ |
| ۱۱    | Heart-Shaped Box        | «جعبهٔ قلبی شکل»         | ۳۰ دسامبر ۱۹۹۳ تالار گفتمان بزرگ غرب، اینگل‌وود، کالیفرنیا | ۴:۴۱ |
| ۱۲    | Milk It                 |                         | ۷ ژانویه ۱۹۹۴ منطقهٔ مرکزی سیاتل، سیاتل، واشینگتن          | ۳:۴۵ |
| ۱۳    | Negative Creep          |                         | ۳۱ اکتبر ۱۹۹۱ تئاتر پارامونت، سیاتل، واشینگتن             | ۲:۴۳ |
| ۱۴    | Polly                   | «پالی»                  | ۳ دسامبر ۱۹۸۹ لاندن آستریا، لندن، پادشاهی متحد            | ۲:۳۰ |
| ۱۵    | Breed                   | «زایش»                  | ۳ دسامبر ۱۹۸۹ لاندن آستریا، لندن، پادشاهی متحد            | ۳:۲۸ |
| ۱۶    | Tourette's              |                         | ۳۰ آگوست ۱۹۹۲ ریدینگ فستیوال، ریدینگ                      | ۱:۵۵ |
| ۱۷    | Blew                    |                         | ۲۵ نوامبر ۱۹۹۱ پارادیزو، آمستردام، هلند                   | ۳:۳۶ |